# Aboim da Nóbrega
Aboim da Nóbrega era una freguesia portuguesa del municipio de Vila Verde, distrito de Braga.

## Historia
Aboim constituyó una posesión (couto) de la Orden de Malta hasta principios del siglo XIX, pasando entonces a ser sede de un concelho propio, que quedó extinguido por Decreto de 31 de diciembre de 1853, integrándose como freguesia en el concelho de Pico de Regalados. Suprimido este a su vez por Decreto de 24 de octubre de 1855, Aboim quedó definitivamente integrada en el municipio de Vila Verde, creado entonces.
Fue suprimida el 28 de enero de 2013, en aplicación de una resolución de la Asamblea de la República portuguesa promulgada el 16 de enero de 2013 al unirse con la freguesia de Gondomar, formando la nueva freguesia de Aboim da Nóbrega e Gondomar.

## Organización territorial
La freguesia tenía cuarenta núcleos de población. 

## Patrimonio
En el patrimonio histórico-artístico de la antigua freguesia pueden citarse la iglesia parroquial de la Asunción y la capilla de San Juan de Padronelo.